# Bezirk Hollabrunn
Der Bezirk Hollabrunn (bis 1927 "Oberhollabrunn") ist ein Verwaltungsbezirk des Landes  Niederösterreich.
Sitz der Bezirkshauptmannschaft ist Hollabrunn, Außenstellen befinden sich in Haugsdorf, Ravelsbach und Retz.

## Geschichte
Durch eine grundlegende Neuordnung der politischen Verwaltung 1849 kam es zur Errichtung des Bezirks, der ab 1850 amtswirksam war. Zunächst mit den Gerichtsbezirken Oberhollabrunn und Haugsdorf. 1854 wurde der Bezirk, der damals unter dem Namen Oberhollabrunn geführt wurde, aufgelöst und mit 31. August 1868 wieder errichtet und zugleich um die Gerichtsbezirke Retz und Ravelsbach (zuvor bei der BH Horn) erweitert.

### Bezirkshauptleute
- bis 2005 Josef Kronister
- 2006 bis 2017 Stefan Grusch
- 2017 bis 2021 Andreas Strobl
- ab 2021 Karl-Josef Weiss

## Geografie
Er grenzt im Norden an Mähren (Tschechien). Landschaftlich zählt er zum Weinviertel bis auf den äußersten Nordwesten, der zum Waldviertel gezählt wird. Für die Raumplanung des Landes gehört er komplett zur Hauptregion Weinviertel.

### Nachbarbezirke
|                   | Jihomoravský kraj (Cz)                      |                   |
| Bezirk Horn       | Kompassrose, die auf Nachbargemeinden zeigt | Bezirk Mistelbach |
| Bezirk Krems-Land | Bezirk Tulln                                | Bezirk Korneuburg |

## Angehörige Gemeinden
Zum Bezirk Hollabrunn gehören 24 Gemeinden, darunter 6 Städte und 15 Marktgemeinden.

Gemeinden des Bezirks Hollabrunn

Regionen sind Kleinregionen in Niederösterreich
| Gemeinde                            | Lage | Ew     | km²    | Ew / km² | Gerichtsbezirk | Region                  | Typ             | Metadaten         |
| ----------------------------------- | ---- | ------ | ------ | -------- | -------------- | ----------------------- | --------------- | ----------------- |
| Alberndorf im Pulkautal             |      | 710    | 9,88   | 72       | Hollabrunn     | Pulkautal               | Gemeinde        | Gem.Kennz.: 31001 |
| Göllersdorf                         |      | 3.212  | 59,56  | 54       | Hollabrunn     |                         | Markt- gemeinde | Gem.Kennz.: 31008 |
| Grabern                             |      | 1.731  | 30,94  | 56       | Hollabrunn     |                         | Markt- gemeinde | Gem.Kennz.: 31009 |
| Guntersdorf                         |      | 1.173  | 28,42  | 41       | Hollabrunn     |                         | Markt- gemeinde | Gem.Kennz.: 31014 |
| Hadres                              |      | 1.741  | 34,47  | 51       | Hollabrunn     | Pulkautal               | Markt- gemeinde | Gem.Kennz.: 31015 |
| Hardegg                             |      | 1.283  | 93,23  | 14       | Hollabrunn     | Taffa-Thaya-Wild        | Stadt- gemeinde | Gem.Kennz.: 31016 |
| Haugsdorf                           |      | 1.592  | 21,25  | 75       | Hollabrunn     | Pulkautal               | Markt- gemeinde | Gem.Kennz.: 31018 |
| Heldenberg                          |      | 1.486  | 27,40  | 54       | Hollabrunn     | Schmidatal              | Gemeinde        | Gem.Kennz.: 31019 |
| Hohenwarth-Mühlbach am Manhartsberg |      | 1.339  | 43,59  | 31       | Hollabrunn     | Schmidatal              | Markt- gemeinde | Gem.Kennz.: 31021 |
| Hollabrunn                          |      | 12.379 | 152,37 | 81       | Hollabrunn     |                         | Stadt- gemeinde | Gem.Kennz.: 31022 |
| Mailberg                            |      | 550    | 15,74  | 35       | Hollabrunn     | Pulkautal               | Markt- gemeinde | Gem.Kennz.: 31025 |
| Maissau                             |      | 1.958  | 43,14  | 45       | Hollabrunn     | Manhartsberg Schmidatal | Stadt- gemeinde | Gem.Kennz.: 31026 |
| Nappersdorf-Kammersdorf             |      | 1.198  | 38,87  | 31       | Hollabrunn     |                         | Markt- gemeinde | Gem.Kennz.: 31028 |
| Pernersdorf                         |      | 1.061  | 25,84  | 41       | Hollabrunn     | Pulkautal               | Markt- gemeinde | Gem.Kennz.: 31033 |
| Pulkau                              |      | 1.476  | 36,73  | 40       | Hollabrunn     | Retzer Land             | Stadt- gemeinde | Gem.Kennz.: 31035 |
| Ravelsbach                          |      | 1.654  | 26,36  | 63       | Hollabrunn     | Schmidatal              | Markt- gemeinde | Gem.Kennz.: 31036 |
| Retz                                |      | 4.253  | 45,02  | 94       | Hollabrunn     | Retzer Land             | Stadt- gemeinde | Gem.Kennz.: 31037 |
| Retzbach                            |      | 998    | 18,15  | 55       | Hollabrunn     | Retzer Land             | Gemeinde        | Gem.Kennz.: 31038 |
| Schrattenthal                       |      | 888    | 22,44  | 40       | Hollabrunn     | Retzer Land             | Stadt- gemeinde | Gem.Kennz.: 31041 |
| Seefeld-Kadolz                      |      | 937    | 21,85  | 43       | Hollabrunn     | Pulkautal               | Markt- gemeinde | Gem.Kennz.: 31042 |
| Sitzendorf an der Schmida           |      | 2.203  | 61,85  | 36       | Hollabrunn     | Schmidatal              | Markt- gemeinde | Gem.Kennz.: 31043 |
| Wullersdorf                         |      | 2.423  | 63,92  | 38       | Hollabrunn     |                         | Markt- gemeinde | Gem.Kennz.: 31051 |
| Zellerndorf                         |      | 2.408  | 41,16  | 59       | Hollabrunn     | Retzer Land             | Markt- gemeinde | Gem.Kennz.: 31052 |
| Ziersdorf                           |      | 3.373  | 48,71  | 69       | Hollabrunn     | Schmidatal              | Markt- gemeinde | Gem.Kennz.: 31053 |

### Gemeindeänderungen seit 1945
- 1958/59: Umbenennung der Gemeinde Frauendorf in Frauendorf an der Schmida
- 24. Juli 1959: Umbenennung der Gemeinde Weierburg und Weyerburg
- 29. April 1964: Umbenennung der Gemeinde Eggendorf im Thale in Eggendorf am Göllersbach (revidiert am 4. Juli 1966)
- 1. Jänner 1966: Auflösung der Gemeinden Göllersdorf und Oberparschenbrunn – Zusammenschluss zur Gemeinde Göllersdorf
- 1. Jänner 1966: Auflösung der Gemeinden Auggenthal und Haugsdorf – Zusammenschluss zur Gemeinde Haugsdorf
- 1. Jänner 1966: Auflösung der Gemeinden Kleedorf und Puch – Zusammenschluss zur Gemeinde Puch
- 1. Jänner 1966: Auflösung der Gemeinden Mitterretzbach und Oberretzbach – Zusammenschluss zur Gemeinde Retzbach
- 1. Jänner 1966: Auflösung der Gemeinden Kleinkirchberg und Sitzendorf an der Schmida – Zusammenschluss zur Gemeinde Sitzendorf an der Schmida
- 1. Jänner 1966: Auflösung der Gemeinden Gettsdorf, Hollenstein und Ziersdorf – Zusammenschluss zur Gemeinde Ziersdorf
- 1967: Umbenennung der Gemeinde Maißau in Maissau
- 1. Jänner 1967: Auflösung der Gemeinden Furth und Großstelzendorf – Zusammenschluss zur Gemeinde Großstelzendorf
- 1. Jänner 1967: Auflösung der Gemeinden Baierdorf, Oberravelsbach, Parisdorf und Ravelsbach – Zusammenschluss zur Gemeinde Ravelsbach
- 1. Jänner 1967: Auflösung der Gemeinden Großkadolz und Seefeld – Zusammenschluss zur Gemeinde Seefeld-Kadolz
- 1. Jänner 1967: Auflösung der Gemeinden Pranhartsberg, Sitzendorf an der Schmida und Sitzenhart – Zusammenschluss zur Gemeinde Sitzendorf an der Schmida
- 1. Jänner 1967: Auflösung der Gemeinden Platt und Zellerndorf – Zusammenschluss zur Gemeinde Zellerndorf
- 1. Jänner 1968: Auflösung der Gemeinden Kammersdorf und Kleinsierndorf – Zusammenschluss zur Gemeinde Kammersdorf
- 1. Jänner 1968: Auflösung der Gemeinden Gumping und Maissau – Zusammenschluss zur Gemeinde Maissau
- 1. Jänner 1968: Auflösung der Gemeinden Mittergrabern, Obergrabern und Obersteinabrunn – Zusammenschluss zur Gemeinde Mittergrabern
- 1. Jänner 1968: Auflösung der Gemeinden Heufurth, Pleißing und Waschbach – Zusammenschluss zur Gemeinde Pleißing
- 1. Jänner 1968: Auflösung der Gemeinden Großreipersdorf, Passendorf, Pulkau und Rafing – Zusammenschluss zur Gemeinde Pulkau
- 1. Jänner 1968: Auflösung der Gemeinden Oberthern und Unterthern – Zusammenschluss zur Gemeinde Thern
- 1. Jänner 1969: Auflösung der Gemeinden Hadres und Untermarkersdorf – Zusammenschluss zur Gemeinde Hadres-Markersdorf
- 1. Jänner 1969: Auflösung der Gemeinden Bösendürnbach, Hohenwarth, Mühlbach am Manhartsberg und Ronthal – Zusammenschluss zur Gemeinde Hohenwarth-Mühlbach am Manhartsberg
- 1. Jänner 1969: Auflösung der Gemeinden Hollabrunn, Magersdorf, Mariathal, Raschala und Wieselsfeld – Zusammenschluss zur Gemeinde Hollabrunn
- 1. Jänner 1969: Auflösung der Gemeinden Kleinhöflein, Kleinriedenthal, Obernalb, Retz und Unternalb – Zusammenschluss zur Gemeinde Retz
- 1. Jänner 1969: Auflösung der Gemeinden Felling, Riegersburg, Mallersbach und Pleißing – Zusammenschluss zur Gemeinde Riegersburg-Pleißing
- 1. Jänner 1969: Auflösung der Gemeinden Obermarkersdorf, Schrattenthal und Waitzendorf – Zusammenschluss zur Gemeinde Schrattenthal
- 1. Jänner 1969: Auflösung der Gemeinden Kalladorf, Roggendorf, Schalladorf und Wullersdorf – Zusammenschluss zur Gemeinde Wullersdorf
- 1. Jänner 1969: Auflösung der Gemeinden Dippersdorf und Ziersdorf – Zusammenschluss zur Gemeinde Ziersdorf
- 25. März 1969: Umbenennung der Gemeinde Alberndorf in Alberndorf im Pulkautal
- 1. Jänner 1970: Auflösung der Gemeinden Aschendorf und Hart – Zusammenschluss zur Gemeinde Hart-Aschendorf
- 1. Jänner 1970: Auflösung der Gemeinden Haugsdorf und Jetzelsdorf – Zusammenschluss zur Gemeinde Haugsdorf
- 1. Jänner 1970: Auflösung der Gemeinden Kleinburgstall, Maissau, Oberdürnbach, Reikersdorf und Wilhelmsdorf – Zusammenschluss zur Gemeinde Maissau
- 1. Jänner 1970: Auflösung der Gemeinden Haslach, Kleinweikersdorf und Nappersdorf – Zusammenschluss zur Gemeinde Nappersdorf
- 1. Jänner 1970: Auflösung der Gemeinden Retzbach und Unterretzbach – Zusammenschluss zur Gemeinde Retzbach
- 1. Jänner 1970: Auflösung der Gemeinden Oberstinkenbrunn und Wullersdorf – Zusammenschluss zur Gemeinde Wullersdorf
- 1. Jänner 1971: Auflösung der Gemeinden Breitenweida und Puch – Zusammenschluss zur Gemeinde Breitenwaida
- 1. Jänner 1971: Auflösung der Gemeinden Altenmarkt im Thale, Eggendorf im Thale, Enzersdorf im Thale, Kleinkadolz, Kleinstetteldorf und Weyerburg – Zusammenschluss zur Gemeinde Enzersdorf im Thale
- 1. Jänner 1971: Auflösung der Gemeinden Mittergrabern, Schöngrabern und Windpassing – Zusammenschluss zur Gemeinde Grabern
- 1. Jänner 1971: Auflösung der Gemeinden Großnondorf und Guntersdorf – Zusammenschluss zur Gemeinde Guntersdorf
- 1. Jänner 1971: Auflösung der Gemeinden Hadres-Markersdorf und Obritz – Zusammenschluss zur Gemeinde Hadres
- 1. Jänner 1971: Auflösung der Gemeinden Glaubendorf, Großwetzdorf und Kleinwetzdorf – Zusammenschluss zur Gemeinde Heldenberg
- 1. Jänner 1971: Auflösung der Gemeinden Ebersbrunn, Hohenwarth-Mühlbach am Manhartsberg und Zemling – Zusammenschluss zur Gemeinde Hohenwarth-Mühlbach am Manhartsberg
- 1. Jänner 1971: Auflösung der Gemeinden Dürnleis, Kammersdorf und Nappersdorf – Zusammenschluss zur Gemeinde Nappersdorf-Kammersdorf
- 1. Jänner 1971: Auflösung der Gemeinden Peigarten, Pernersdorf, Pfaffendorf und Ragelsdorf – Zusammenschluss zur Gemeinde Pernersdorf
- 1. Jänner 1971: Auflösung der Gemeinden Leodagger, Pulkau und Rohrendorf an der Pulkau – Zusammenschluss zur Gemeinde Pulkau
- 1. Jänner 1971: Auflösung der Gemeinden Gaindorf, Minichhofen, Pfaffstetten und Ravelsbach – Zusammenschluss zur Gemeinde Ravelsbach
- 1. Jänner 1971: Auflösung der Gemeinden Braunsdorf, Frauendorf an der Schmida, Goggendorf, Niederschleinz und Sitzendorf an der Schmida – Zusammenschluss zur Gemeinde Sitzendorf an der Schmida
- 1. Jänner 1971: Auflösung der Gemeinden Dietersdorf, Sonnberg und Wolfsbrunn – Zusammenschluss zur Gemeinde Sonnberg
- 1. Jänner 1971: Auflösung der Gemeinden Grund, Hetzmannsdorf, Immendorf und Wullersdorf – Zusammenschluss zur Gemeinde Wullersdorf
- 1. Jänner 1971: Auflösung der Gemeinden Deinzendorf, Dietmannsdorf, Pillersdorf, Watzelsdorf und Zellerndorf – Zusammenschluss zur Gemeinde Zellerndorf
- 1. Jänner 1971: Auflösung der Gemeinden Fahndorf, Kiblitz, Radlbrunn, Rohrbach und Ziersdorf – Zusammenschluss zur Gemeinde Ziersdorf
- 1. Jänner 1972: Auflösung der Gemeinden Bergau, Eitzersthal, Göllersdorf, Großstelzendorf, Obergrub, Porrau, Untergrub, Viendorf und Wischathal – Zusammenschluss zur Gemeinde Göllersdorf
- 1. Jänner 1972: Auflösung der Gemeinden Hardegg, Merkersdorf und Riegersburg-Pleißing – Zusammenschluss zur Gemeinde Hardegg
- 1. Jänner 1972: Auflösung der Gemeinden Heldenberg und Thern – Zusammenschluss zur Gemeinde Heldenberg
- 1. Jänner 1972: Auflösung der Gemeinden Hohenwarth-Mühlbach am Manhartsberg und Olbersdorf – Zusammenschluss zur Gemeinde Hohenwarth-Mühlbach am Manhartsberg
- 1. Jänner 1972: Auflösung der Gemeinden Aspersdorf, Breitenwaida, Enzersdorf im Thale, Groß, Hollabrunn, Kleinstelzendorf, Oberfellabrunn, Sonnberg und Suttenbrunn – Zusammenschluss zur Gemeinde Hollabrunn
- 1. Jänner 1972: Auflösung der Gemeinden Eggendorf am Walde, Grübern, Limberg, Maissau und Unterdürnbach – Zusammenschluss zur Gemeinde Maissau
- 1. Jänner 1972: Auflösung der Gemeinden Roseldorf und Sitzendorf an der Schmida – Zusammenschluss zur Gemeinde Sitzendorf an der Schmida
- 1. Jänner 1972: Auflösung der Gemeinden Hart-Aschendorf und Wullersdorf – Zusammenschluss zur Gemeinde Wullersdorf
- 1. Jänner 1972: Auflösung der Gemeinden Großmeiseldorf und Ziersdorf – Zusammenschluss zur Gemeinde Ziersdorf
- 1. Jänner 1975: Auflösung der Gemeinden Hardegg und Niederfladnitz – Zusammenschluss zur Gemeinde Hardegg
- 1. Jänner 1975: Auflösung der Gemeinden Alberndorf im Pulkautal und Haugsdorf – Zusammenschluss zur Gemeinde Haugsdorf (aufgehoben am 14. Juli 1977)
- 1. Jänner 1975: Auflösung der Gemeinden Hofern und Retz – Zusammenschluss zur Gemeinde Retz[4]

## Bevölkerungsentwicklung
Im Jahre 1890 erreichte die Einwohnerzahl des Bezirks mit 77.584 Personen ihren Höchststand, denn seither nimmt die Bevölkerung im Gegensatz zum Bundesland stetig ab. Derzeit (1. Jänner 2024) wohnen im Bezirk 52.026 Personen.